# Карпеченкове
Карпе́ченкове — село в Україні, у Зноб-Новгородській селищній громаді Шосткинського району Сумської області. Населення становить 45 осіб. До 2020 орган місцевого самоврядування — Зноб-Трубчевська сільська рада.

## Географія
Село Карпеченкове знаходиться на правому березі річки Знобівка в місці впадання в неї річки Уличка, вище за течією на відстані 0,5 км розташоване село Кудоярове, на протилежному березі — село Зноб-Трубчевська. Поруч із селом проходить кордон із Росією.
На північному заході від села річка Черня впадає у річку Знобівку.

## Символіка
На гербі зображено два коропа (золотий і срібний), які символізують братів Карпеченко, засновників села (герб є промовистим). Синє тло, це річки Уличка та Знобівка між якими лежить село.

## Історія
Карпеченкове було засновано на початку 20-х років минулого століття братами Карпеченко і спочатку входило до складу Селецької волості Трубчевського повіту Брянської губернії, а з 1925 року — Трубчевської волості Почепського повіту Брянської губернії. До складу України воно було передано лише 1 вересня 1926 року, після прийняття Президією ЦВК СРСР постанови від 16 жовтня 1925 «Про врегулювання кордонів УРСР з РРФСР і БРСР».
Карпеченкове було невеликим населеним пунктом і в 1926 році налічувало 16 дворів, у яких проживало 100 жителів. У червні 1942 року німецькі окупанти спалили в селі 30 дворів і розстріляли 30 жителів. Однак зусиллями місцевих жителів вони були відновлені.
Починаючи з 70-х років минулого століття кількість дворів і чисельність населення в Карпеченковому почали знижуватися, а село занепадати.
12 червня 2020 року, відповідно до розпорядження Кабінету Міністрів України № 723-р «Про визначення адміністративних центрів та затвердження територій територіальних громад Сумської області», село увійшло до складу Зноб-Новгородської селищної громади.
19 липня 2020 року, в результаті адміністративно-територіальної реформи та ліквідації Середино-Будського району, село увійшло до складу новоутвореного Шосткинського району.